# Chemin de fer de Méru à Labosse
Le Chemin de fer de Méru à Labosse  est un chemin de fer secondaire français du réseau des chemins de fer départementaux de l'Oise qui a fonctionné entre ces deux villes du département de l'Oise entre et 1905 et 1934 La ligne est construite à voie métrique.

## Histoire
La concession d'un chemin de fer entre  Méru et Labosse est attribuée en 1901 à Mr Achille Dequeker auquel se substitue la Compagnie du chemin de fer d'intérêt local de Méru à Labosse (ML). La ligne est déclarée d'utilité publique par la loi du 29 avril 1902.
En 1921, la Compagnie générale de voies ferrées d'intérêt local (CGVFIL) assure l'exploitation. La ligne est fermée à tout trafic le 1er aout 1934.

## La ligne

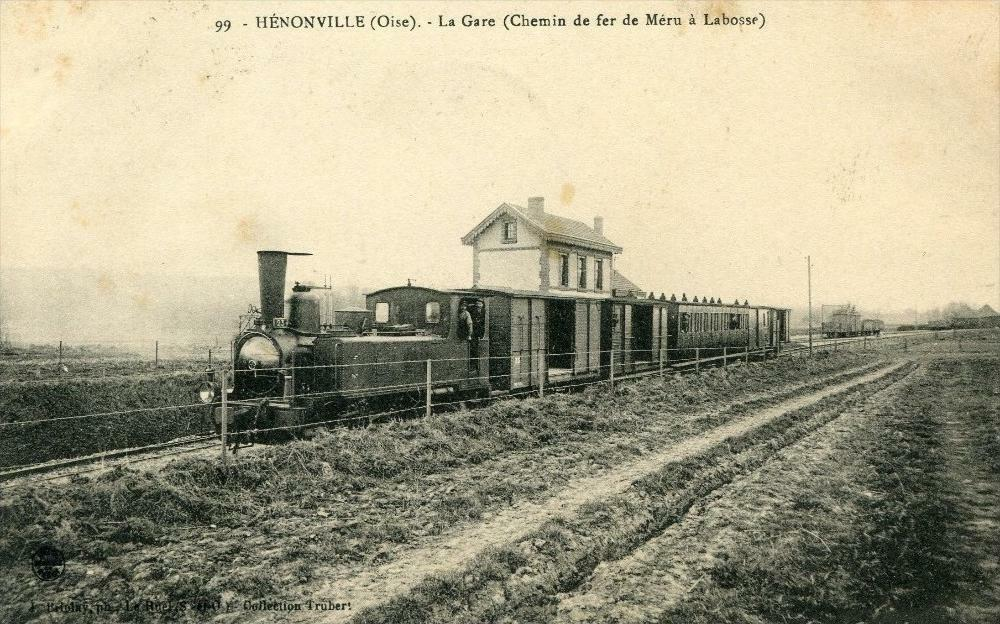
Rame en gare de Hénonville...

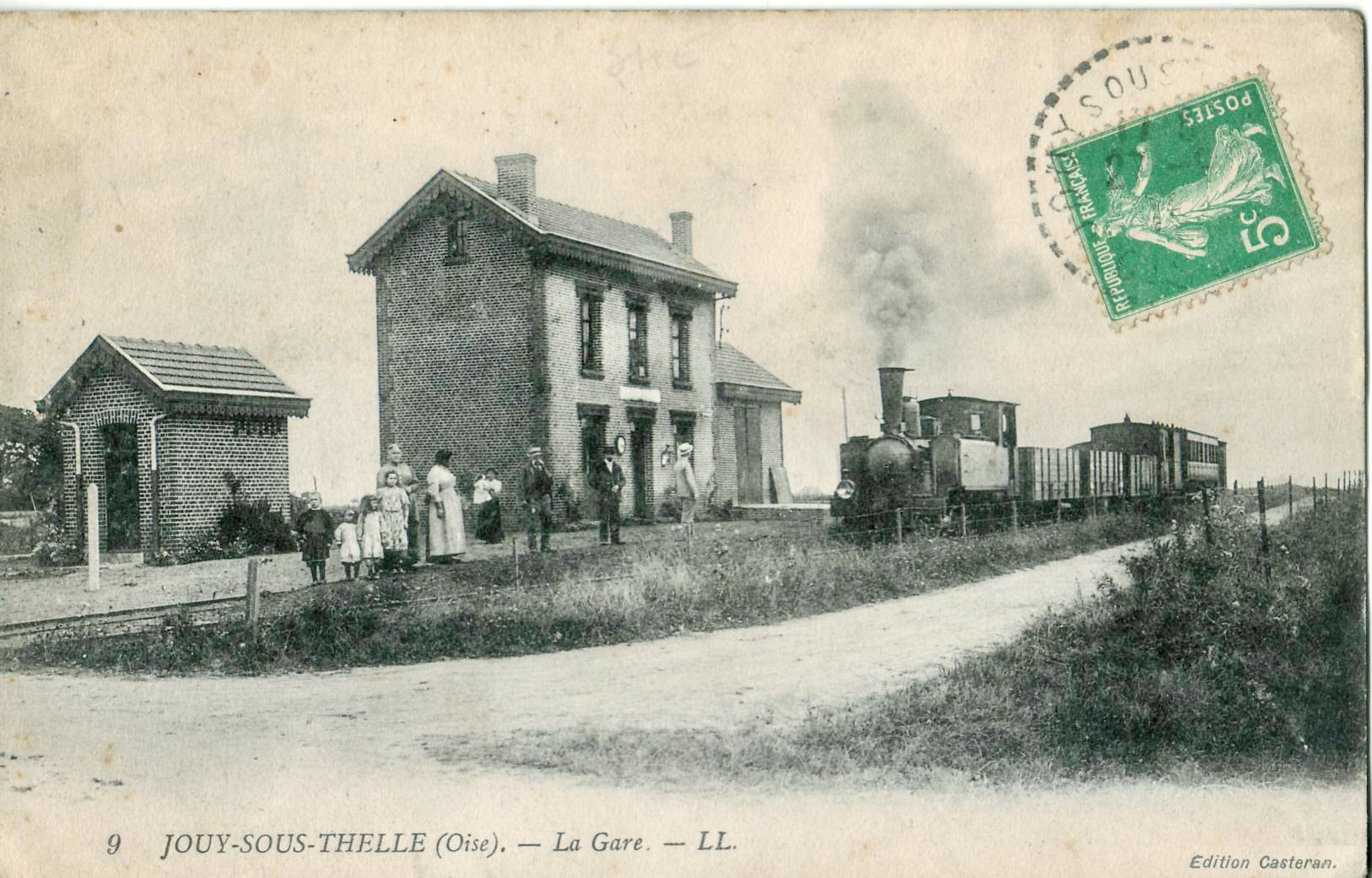
... et en gare de Jouy-sous-Thelle.

- Méru - Labosse: (32km),

Méru - Le Mesnil-Théribus :  ouverture le 1er janvier 1905
Le Mesnil-Théribus - Labosse:  ouverture le 22 octobre 1905
La ligne desservait les gares et haltes suivantes, : 
- Gare de Méru, où circulaient les trains de la ligne de Paris à Beauvais.
- Amblainville
- Fay aux Ânes (pour Berville)
- Hénonville
- Ivry-le-Temple,
- Fleury-Heulecourt,
- Fresnes-l’Eguillon
- Senots,
- Fresnaux-Montchevreuil,
- Le Mesnil-Theribus
- Jouy-sous-Thelle
- Belle-Assise
- Porcheux
- Labosse, où elle se terminait à la gare de la ligne de Beauvais à Gisors.

### Horaires

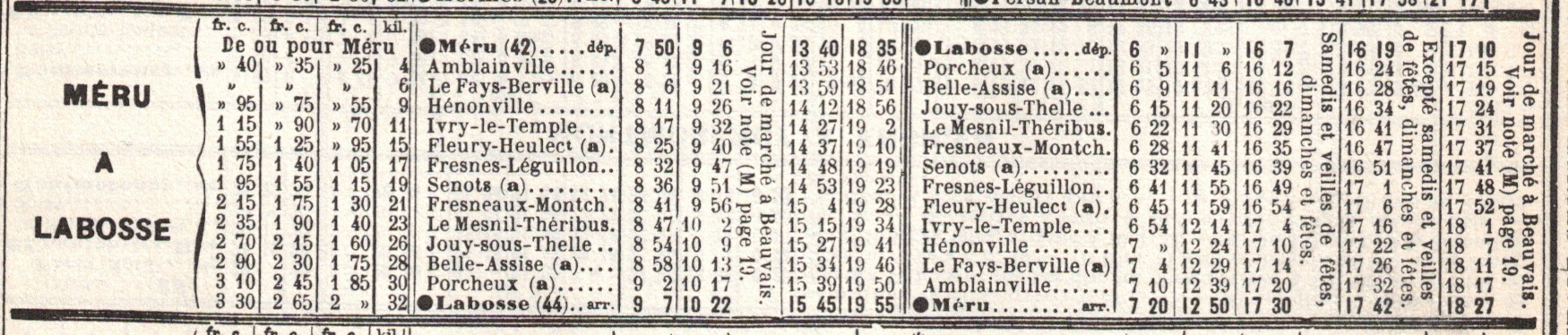
Horaires en 05 1914.

## Matériel roulant
Locomotives à vapeur
- N° 21 à 23, type 030t, poids à vide 17,5t, construites par les Ateliers de la Chapelle de la Compagnie des Chemins de fer du Nord[5],
- N° 21 bis, type 031t, livrée par Corpet-Louvet en 1912 (n° 1408),

Voiture à voyageurs à bogies, 
- type ABC (1re, 2e, 3e classe), à portières latérales, 3 unités,

Fourgons à bagages à 2 essieux, 
- 4 unités

Wagons de marchandises à 2 essieux, 
- wagons couverts, tombereaux et plats: 38 unités,